# Eratsun
Eratsun är en kommun i Spanien.   Den ligger i provinsen Provincia de Navarra och regionen Navarra, i den nordöstra delen av landet, 300 km nordost om huvudstaden Madrid. Antalet invånare är 160. Arean är 26,1 kvadratkilometer.
Terrängen i Eratsun är huvudsakligen kuperad.